# Hettita szövegek katalógusa
A hettita nyelv és a nem hettita nyelvű hettita irodalom emlékeit a Hettita feliratok katalógusa (Catalogue des Textes Hittites, röviden CTH) számozza és sorolja be, amelyet 1971-től Emmanuel Laroche szerkesztett. A szövegek feldolgozásainak legfontosabb kiadásai a Studien zu den Bogazkoy-Texten könyvsorozatban jelennek meg.

## Alapséma
- Történelmi szövegek (CTH#1-220)
- Közigazgatási (adminisztratív) szövegek (CTH#221-283)
- Lótenyésztéssel kapcsolatos dokumentumok (CTH#284–287)
- Jogi szövegek (CTH#291-298)
- Lexikális szövegek (CTH#299-309)
- Irodalmi szövegek (CTH#310-320)
- Mitológiai szövegek (CTH#321-370)
- Himnuszok, imák, énekek (CTH#371-389)
- Rituális szövegek (CTH#390-500)
- Kultikus leltárszövegek (CTH#501-530)
- Jós- és végzetszövegek (CTH#531-582)
- Fogadalmak (CTH#583-590)
- Ünnepi szövegek (CTH#591-724)
- Más nyelvű szövegek (CTH#725-830)
- Egyéb és ismeretlen típusú szövegek (CTH#831-833)

### CTH 1-220
Történeti szövegek

#### Hettita óbirodalom
- CTH#1; Anittasz kiáltványa
- CTH#2; Töredék: Anumhervasz és Calpa
- CTH#3; Calpa-szöveg (KBo 3.38)
- CTH#3.1; Calpai töredékek (KUB 23.3; KBo 26.126)
- CTH#4; I. Hattuszilisz cselekedetei
- CTH#5; I. Hattuszilisz rendeletei
- CTH#6; I. Hattuszilisz politikai végrendelete
- CTH#7; Urszu ostroma
- CTH#8; I. Hattuszilisz palotakrónikája
- CTH#9; Töredék: Palotakrónika
- CTH#10; Töredék: I. Murszilisz babiloni hadjárata
- CTH#11; I. Murszilisz halapi hadjárata
- CTH#12; I. Murszilisz anatóliai hadjárata
- CTH#13; I. Hattuszilisz Mitanni elleni hadjárata
- CTH#14; Töredék: I. Hattuszilisz szíriai háborúi
- CTH#15; Aleppói Zukrasi
- CTH#16; Hurri háborúk legendája
- CTH#17; Kannibál-történet
- CTH#18; Ammunasz krónikái
- CTH#19; Telipinusz kiáltványa
- CTH#20; Telipinusz lahhai hadjárata
- CTH#21; Telipinusz és Iszpatahszu szerződése
  - CTH#21.I; akkád verzió
  - CTH#21.II; hettita verzió
- CTH#22; Telipinusz töredék
- CTH#23; Alluvamnasz töredék
- CTH#24; Pimpira töredék
- CTH#25; II. Cidantasz és Pillijasz szerződése
- CTH#26; Tudhalijasz(?) és Paddatisszu szerződése (akkád nyelven)
- CTH#27; Hatti és a habiruk szerződése
- CTH#28; Hatti szerződése ismeretlen féllel
- CTH#29; Az Eheja-szerződés
- CTH#30-38; kiosztatlan
- CTH#39; Óhettita történelmi töredék

#### Hettita újbirodalom
- CTH#40; Szuppiluliumasz tettei
- CTH#41; A Szunasszura-szerződés
- CTH#42; A Hukkana-szerződés
- CTH#43; Hukkana-szerződés töredéke
- CTH#44; Telipinusz herceg papi kinevezése
- CTH#45; Níkmaddu levele Hattuszaszba
- CTH#46; A Níkmaddu-szerződés
- CTH#47; A Níkmaddu szerződés megerősítése
- CTH#48; A hettita bíróság leirata Ugaritnak
- CTH#49; Az Aziru-szerződés
- CTH#50; Szarri-Kuszuh szerződése
- CTH#51; A Sattivaza-szerződés (hettita nyelven)
- CTH#52; Sattivaza kiáltványa (akkád és hettita nyelven)
- CTH#53; Szerződés Nuhasszival
- CTH#54; Szerződés Níkmaddu és Aziru között
- CTH#55; Hukkana idézése
- CTH#56; kiosztatlan
- CTH#57; A Pijaszilisz-szerződés
- CTH#58; Hettita történelmi töredék
- CTH#59-60; kiosztatlan
- CTH#61.1; II. Murszilisz évkönyvei (töredékek, „Tíz év évkönyvei”)
- CTH#61.2; II. Murszilisz évkönyvei (teljes)
- CTH#62; A Duppi-Tesub-szerződés
- CTH#63; Barka választott bíróságáról
- CTH#63b; Duppi-Tesub és Barka
- CTH#64; Ediktum Níkmepa megerősítéséről
- CTH#65; Ediktum Ugarit és Szijannu konfliktusának rendezéséről
- CTH#66; A Níkmepa-szerződés
- CTH#67; A Targasznallisz-szerződés
- CTH#68; A Kupanta-LAMMA-szerződés
- CTH#69; A Manapa-Tarhuntasz-szerződés
- CTH#70; II. Murszilisz vádjai Tavannannához
- CTH#71; AMA.DINGIR-LIM esete
- CTH#72-74; kiosztatlan
- CTH#75; A Talmi-Szarruma-szerződés
- CTH#76; Az Alakszandusz-szerződés
- CTH#77; Szarri-Kuszuh levele Níkmadduhoz (I. Ini-Teszub másolata)
- CTH#78; Szerződés Annijasszal
- CTH#79; II. Muvatallisz írása
- CTH#80; II. Muvatallisz írása
- CTH#81; III. Hattuszilisz apológiája
- CTH#82; III. Hattuszilisz évkönyvtöredékei
- CTH#83; III. Hattuszilisz hadjáratai
- CTH#84; I. Szuppiluliumasz és II. Murszilisz törvényei
- CTH#85; Urhi-Teszub levele
- CTH#86; Vádirat Arma-Tarhuntasz ellen
- CTH#87; III. Hattuszilisz dekrétuma Mittannamuvasz javára
- CTH#88; III. Hattuszilisz rendelete Pirvasz ügyében
- CTH#89; III. Hattuszilisz rendelete Tiliura népéhez
- CTH#90; Töredékek Nerik visszafoglalásáról
- CTH#91; Szerződés II. Ramszesz és III. Hattuszilisz között
- CTH#92; Szerződés III. Hattuszilisz és Bentesima között
- CTH#93; III. Hattuszilisz ediktuma Níkmepa és Ura kereskedőinek ügyében
- CTH#94; III. Hattuszilisz ediktuma az Ugaritból menekülők ügyében
- CTH#95; Rendelet Puduhepa elsüllyedt hajója ügyében
- CTH#96; A Tarhuntasszaszi KAL király deklarációja
- CTH#97; Szerződés KAL tarhuntasszaszi királlyal
- CTH#98; Töredék Bentesima és Egyiptom említésével
- CTH#99-104; kiosztatlan
- CTH#105; A Sausgamuva-szerződés
- CTH#106; Az Ulmi-Teszub-szerződés
- CTH#107; Rendelet Ammistamru válásáról
- CTH#108; Rendelet Ammistamru szabadságáról
- CTH#109; Határozat Armacitisz ügyében
- CTH#110; Ibiranu levele Pihavalviszhoz
- CTH#111; Határozat Ugarit és Szijannu konfliktusában (akkád nyelven)
- CTH#112; Aliheszni és Armacitisz Ugarit határának témájában
- CTH#113; Hiszmi-Kuszuh levele Ugarit kormányzójának
- CTH#114; Levél a nihrijai csatáról
- CTH#115-120; kiosztatlan
- CTH#121; Alaszija meghódítása
- CTH#122; A Talmi-Teszub-szerződés
- CTH#123; Szerződés ismeretlennel
- CTH#124;
- CTH#125; Ismeretlen személy esküje
- CTH#126; Történeti töredék Szuppiluliumasz nevével
- CTH#127; Éhínség
- CTH#128; Orákulum
- CTH#129-130; kiosztatlan
- CTH#131; A Szunasszura-szerződés
- CTH#132; Szerződés Kizzuvatnával
- CTH#133; Az Iszmirika jegyzőkönyve
- CTH#134, A Kurusztama-szerződés
- CTH#135; Szerződés Tunippal
- CTH#136; Szerződés Mukissal
- CTH#137; Arnuvandasz szerződése Kaszkával
- CTH#138; Szerződés Kaszkával
- CTH#139; Szerződés Kaszkával
- CTH#140; Kaszka-szerződések
- CTH#141; Szerződés Alaszijával
- CTH#142; Tudhalijasz évkönyvei
- CTH#143; Arnuvandasz évkönyvei
- CTH#147; Vádemelés Madduwatta ellen
- CTH#171; Muvatallisz levele Adad-nirárihoz
- CTH#181; Pijamaradu levele
- CTH#191; Manapa-Tarhuntasz levele
- CTH#224; Ura-Tarhuntasz adománylevele
- CTH#252; Utasítás Aszmu-Nikal sírjának őréhez
- CTH#254; III. Hattuszilisz útmutatója

### CTH 276–283 (katalógusok)
- CTH#282; Hettita katalógustöredékek
- CTH#283; Hettita könyvtáretikett

### CTH 284–290
- CTH#284; Kikkuli könyve
- CTH#288–290; kiosztatlan

### CTH 291–298
Hettita törvények
- CTH#291; Neszilim kódex
- CTH#292; Hettita törvények

Bírósági „precedensek”
- CTH#293; Ukkura bírósági ügye
- CTH#294; Kunijapijasz bírósági ügye
- CTH#295; Különböző ügyek
- CTH#296; Pallarijasz bírósági ügye
- CTH#297; Bizonytalan ügyek
- CTH#298; kiosztatlan

### CTH 321–370
- CTH#321; Illujankasz mítosza: a A Viharisten és a kígyó
- CTH#322; Telipinusz és a Tengeristen leánya
- CTH#323; Yozgat-tábla, „A Napisten eltűnése”
- CTH#324; Telipinusz eltűnése
- CTH#325; A Viharisten eltűnése
- CTH#326; A Viharisten és Aszmu-Nikal
- CTH#327; A Viharisten és Harapszilisz
- CTH#328; A Viharisten és Pirva írnoka
- CTH#329; nem kiosztott szám
- CTH#330; A kulivisznai Viharisten rituáléja
- CTH#331; A Viharisten Lihcinában
- CTH#332; A Viharisten töredék
- CTH#333; Ancili és Cukki eltűnése
- CTH#334; Hannahannah eltűnése
- CTH#335; Töredék eltűnő és visszatérő istennők mítoszából
- CTH#336; Inara istennő mítosza
- CTH#337; Töredék Pirva említésével
- CTH#338; A nyelv ura, mítosz és rituálé
- CTH#339–340; nem kiosztott számok
- CTH#341; Gilgames-eposz
- CTH#342; Elkunirsza és Aszerdusz
- CTH#343; LAMMA királysága (Kumarbi-ciklus)
- CTH#344; Égi királyság (Kumarbi-ciklus)
- CTH#345; Ének Ullikummiról (tíz töredék, CTH#345.I.1-től CTH#345.I.10-ig, CTH#345.II hurri változatok, Kumarbi-ciklus)
- CTH#346; Kumarbi mítoszok töredékei (Kumarbi-ciklus)

CTH#346.5; Vaszitta terhessége (Kumarbi-ciklus?)
- CTH#347; Atramhaszi
- CTH#348; Hedammu-mítosz (Ének Hedammuról, Kumarbi-ciklus)
- CTH#349; Tesub-ciklus
- CTH#350; Töredék Istár említésével
- CTH#351; Töredék Éa említésével
- CTH#352; Töredék Huranu említésével
- CTH#353; Töredék IMIN.IMIN.BI leányának említésével (dIMIN.IMIN.BI a Pleiadok csillagkép istenneve)
- CTH#354–359; kiosztatlan számok
- CTH#360; Appu és két fia
- CTH#361; Kesszi, a vadász
  - 361.I. hettita nyelv
  - 361.II. hurri nyelv
  - 361.III. akkád nyelv (= EA#341)
- CTH#362; Gurparanzahu Agadében
- CTH#363; Mese a Napistenről, a tehénről és a halászról
- CTH#364; Ének az Ezüstszörnyről (Kumarbi-ciklus)
- CTH#365; Mala mítosza és rituáléja (Mala az Eufrátesz megszemélyesítője)
- CTH#366–369; nem kiosztott számok
- CTH#370; Mitológiai töredékek, 125 töredék, különböző mitológiai tartalmakkal, hettita (I.) és hurri (II.) nyelven

### CTH 371-389
Himnuszok és imák
- CTH#371; Ima a Nap- és a Földistenhez
- CTH#372; Himnusz és ima a Naphoz (Samashoz), Kantuccilisz hettita herceg imája
- CTH#373; Kantuccilisz imája a Napistenhez
- CTH#374; Egy király imája a Napistenhez
- CTH#375; Arnuvandasz és Aszmu-Nikal imája
- CTH#376.1; II. Murszilisz imája egy elődjéhez
- CTH#376.2; II. Murszilisz himnusza az arinnai Napistennőhöz
- CTH#377; II. Murszilisz himnusza Telipinuszhoz
- CTH#378; Első járványima
- CTH#379; Második járványima
- CTH#380; II. Murszilisz imája Lelvanihoz
- CTH#381; II. Muvatallisz imája
- CTH#382; II. Muvatallisz imája kummani Viharistenéhez
- CTH#383; III. Hattuszilisz és Puduhepa imája az arinnai Napistennőhöz
- CTH#384; Puduhepa imája az arinnai Napistennőhöz
- CTH#385; Ima az arinnai Napistennőhöz (töredék)
- CTH#386; Ima a neriki Viharistenhez (töredék)
- CTH#387; III. Murszilisz imája

388 kiosztatlan
- CTH#389 Imatöredék

### CTH 390–561
- CTH#391; Ambazzi rituális szöveg Carnicasz és Tarpatasszisz istenekről
- CTH#427; Hettita katonai eskü
- CTH#428; Második hettita katonai eskü
- CTH#429; Hettita átokszöveg
- CTH#463; Ambazzi rituális szöveg a kígyók ellen
- CTH#480; Szamuha kultuszai
- CTH#482; Kultuszreform Szamuhában
- CTH#494; Ningal holdistennő rítusai

### CTH 561-724
- CTH#583; A király álmai
- CTH#584; A királynő álmai
- CTH#585; Puduhepa fogadalma
- CTH#620; Antahszum-fesztivál Ankuvaszban Kattaha istennő tiszteletére
- CTH#627; KI.LAM fesztivál
- CTH#628; Az iszuva-fesztivál
- CTH#657; Az istenek utazása Hattuszaszból Ankuvaszba
- CTH#661; Hettita királylista
- CTH#710; Istár fesztivál Szamuhában (1)
- CTH#711; Istár fesztivál Szamuhában (2)
- CTH#712; Istár fesztivál Szamuhában (3)

### CTH 725–830
- CTH#737; Fesztivál Nerikben
- CTH#738; Tateszhapi-fesztivál
- CTH#817; Akkád nyelvű limmu-lista